# Place Jacques-Féron
La place Jacques-Féron est une voie située dans le 19e arrondissement de Paris, en France.

## Situation et accès
La place se situe à l'intersection de la rue Manin et de la rue de Crimée, au départ de l'allée Darius-Milhaud.

## Origine du nom
Le nom de cette place évoque l'industriel et homme politique Jacques Féron, qui fut notamment maire du 19e arrondissement, de 1983 à 1994. La place a pris ce nom le 23 avril 2024.